# Urata Tadako

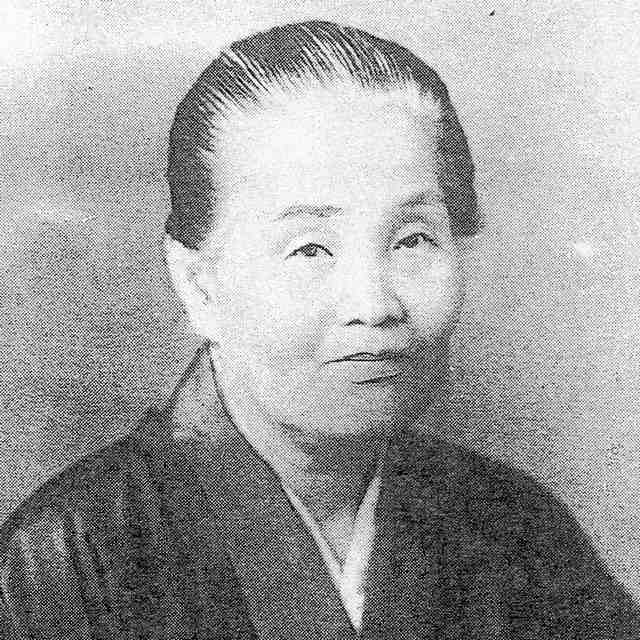
Urata Tadako

Urata Tada(ko) (jap. 宇良田 唯(子); * 3. Mai 1873 in Ushibuka (heute: Amakusa), Präfektur Kumamoto; † 18. Juni 1935 in Tokio) war eine japanische Augenärztin und die erste Frau, die in Deutschland im Fach Medizin promovierte.

## Leben
Tadako Urata war die Tochter des wohlhabenden Kaufmanns und Schriftstellers Urata Genshō. Urata Tadako lebte als Kind für kurze Zeit in Tokio, besuchte aber schließlich die Grundschule in Kumamoto.
Von 1890 bis 1892 erlernte Urata an einer Privatschule in Kumamoto den Apothekerberuf, bestand drei Jahre später die staatliche Prüfung und erhielt ihre Approbation. Kurz darauf besuchte sie die private Medizinhochschule Saiseigakusha in Tokio und schloss ihr Studium (unter Anrechnung ihres pharmakologischen Erststudiums) innerhalb von anderthalb Jahren ab. Nachdem Urata 1899 die staatliche Prüfung abgelegt hatte, erhielt sie die Approbation als Ärztin. 
Am 10. Januar 1903 kam Urata an Bord eines Postschiffes nach Deutschland mit dem Ziel, in Berlin zu promovieren. Als sie jedoch feststellte, dass es Frauen zu dieser Zeit noch nicht möglich war, in Berlin den Doktortitel zu erlangen, wechselte sie ihren Studienort nach Marburg, wo ihr eine Promotion, unter gewissen Voraussetzungen, ermöglicht wurde. Mit der Dissertation „Experimentelle Untersuchungen über den Wert des sogen. Credé’schen Tropfens“ wurde sie am 28. Februar 1905 an der Universität Marburg bei Ludwig Bach (1865–1912) zum Dr. med. promoviert. Sie war damit die erste Medizinerin, die in Deutschland einen regulären Doktortitel erwarb.
1906 kehrte Urata nach Japan zurück und eröffnete eine Augenheilpraxis in Kanda in Tokio. Fünf Jahre später heiratete sie den Japaner Nakamura Tsunesaburō (中村 常三郎). Gemeinsam eröffneten sie 1912 in Tianjin in China eine Privatklinik, die sie bis 1932 betrieben.
1934 kehrte sie in ihre Heimatstadt zurück und übte dort ihren Beruf aus, ging jedoch im Folgejahr wieder nach Tokio, wo sie starb.
2022 wurde ein Platz auf dem Klinikgelände in Marburg nach Tadako Urata benannt.